# 月球瞬变现象

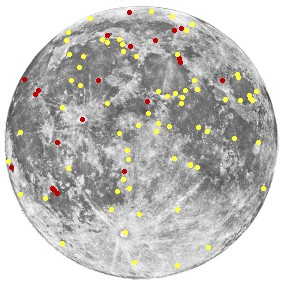
该图基于巴巴拉·米德尔赫斯特和帕特里克·穆尔对300处月球瞬变现象调查所绘制，显示了所发生事件的大致分布。红色是散发红色调事件；黄色为其余类型事件。

月球瞬变现象（英語： 或 ）是月球表面亮度、色泽或外观上的短暂变化。
由流星體撞擊月球表面發生爆炸產生的光度變化，稱為「月閃」現象。
有关月球瞬变现象的说法至少可追溯至1000年前，一些目击者或有声望的科学家曾独立地观察到这一现象。但大多数报道的月球瞬变现象都无法再现，令它不足以用作区分假说或解释起源的对照实验。
大多数月球科学家都承认瞬态事件，如月球地质史中所发生的释气和撞击事件，但问题的焦点在於此类事件发生的频率。 
1968年帕特里克·穆尔在他参与合编的美国宇航局 R-277 技术报告《月球事件报导年鉴》中，创建了“月球瞬变现象”这一术语。

## 事件描述
报告的月球瞬变现象范围包括从雾斑到月球景观的永久性改变。卡梅伦将这些分为：
1. 气体，涉及云雾和其他形式的朦胧状态；
2. 颜色发红；
3. 变绿、变蓝或变紫色；
4. 变亮；
5. 变暗。

存在大量二种类型的月球瞬变现象，从公元6世纪以来累计记录有2,254次。这些事件中最为可靠的，至少三分之一是来自阿里斯塔克斯高原附近。以下是一些较为著名的瞬态现象历史记录：

### 1000年前
- 公元1178年6月18日，五位或以上坎特伯雷教堂的僧侣报告了日落后不久发生在月球上的剧变。“一弯明亮的新月像往常一样，月牙朝东，突然它的上角端一分为二，从中迸发出一团火焰，随后火光、热灰和火花喷溢而出，距离相当长。与此同时，月亮下半段身体在不停地扭动，当时这一切令人十分惊恐，告诉我这些话的人说，从他们的眼中望去，月亮抽搐得像一条受伤的蛇，然后又恢复常态。这种现象重复了十几次或更多，跳跃的火焰不停变幻着形状，然后又回复正常。接下来，在这些变化之后，沿整个月牙，从一端到另一端被蒙上一层黑影”。这一描述似乎有些荒诞，可能是因为当时公众缺乏对天文现象的了解[3][4]。1976年，地质学家杰克.哈同提出，这一切是在描述焦尔达诺·布鲁诺陨石坑的形成。然而，最近的研究表明，1178年的事件似乎不太可能与焦尔达诺·布鲁诺陨坑的形成有关，甚至不一定是月球瞬变现象。因为，一次足以留下直径达22公里陨石坑的大撞击所溅发出的数百万吨碎岩将会在地球上空形成空前激烈、长达一周的流星暴。但在任何现有的历史记录（包括世界各地的天文档案），都没发现这种令人难忘的流星暴[5]。有鉴于此，人们怀疑这群僧侣（也是该事件唯一的目击者）是从所处的特定位置，偶然看到一颗从远处月球方向迎面而来在大气层中爆炸的流星[6]。
- 1540年11月26日，在澄海和雨海之间出现了一次瞬变现象，该事件被刻画在一幅临时木刻上[7]。

### 1701年–1800年
- 1725年8月16日晚，意大利天文学家弗朗西斯科·比安基尼（Francesco Bianchini）看到一条微红的光带，“像一根从一端直伸另一端的棍棒”，沿卵状的柏拉图陨石坑主轴线穿过了坑底[8]。
- 1787年4月19日晚，英国天文学家威廉·赫歇尔爵士在月球幽暗部位发现了三块赤红色亮斑[9]。他将这一观察报告给了大不列顛國王和愛爾蘭國王乔治三世和其他天文学家。赫歇尔将此现象归认为火山爆发，并察觉到这三块光斑中最亮的一个光度比4月10日发现的彗星还要高。就在赫歇尔发现这一现象的同时，意大利帕多瓦上空荡漾着极光波纹（北极光）[10]。距北极圈如此远的南方出现极光活动非常罕见。1787年5月，就在帕多瓦极光和赫歇尔发现亮斑后不久，太阳黑子数量达到了顶峰。
- 1787年12月，一位名叫丹戈斯（d'Angos）的马耳他观察者看到了一个发光点[11]。
- 1789年9月26日，德国天文学家约翰·希罗尼穆斯·施罗特在阿尔卑斯山东麓发现了一个小亮点。它出现在月球的夜晚侧，裸眼看上去像一颗5星等恒星[12]。
- 1789年10月15日，约·希·施罗特在月球夜晚侧靠近柏拉图坑和雨海的地方，又观测到两次明亮的光爆，每一次都由许多单独的小火花组成[13]。
- 1790年，威廉·赫歇尔爵士在月蚀时看到了一个或多个星闪现象[11]。
- 1791年11月1日至2日，约·希·施罗特注意到波希多尼环形山坑底上碗状的“波希多尼斯 A”坑内没有阴影[14]。
- 1794年，有报道称，可用肉眼看到月球上的一座火山[11]。

### 1801年-1900年
- 1830年至1840年间，德国天文学家约翰·海因里希·冯·马德勒在风暴洋利希滕贝格陨石坑东侧附近观察到一团明显的淡红色[15]。另见 1940 年的巴克罗夫特、后来的哈斯、1951 年的鲍姆和 1988 年的希尔。
- 1865年11月24日，威廉姆斯和另外两人在雨海卡利尼陨石坑附近的黑暗区观察到一块像一颗8星等恒星的清晰亮斑[16]。
- 1866年，经验丰富的月球观测者和制图师约翰·弗里德里希·朱利叶斯·施密特声称，林奈陨石坑的外观发生了改变。根据早期约翰·希罗尼穆斯·施罗特的月图以及他个人在1841年与1843年间观察和绘制的月图，他指出：该陨坑“在斜照时根本看不到”[17]（他强调），而直射下，只是一个亮点。在反复观测的基础上，他进一步指出，“在任何光照条件下都看不到一座标准的林奈陨石坑了”，（它）“已发生了局部变化”。今天，林奈陨石坑仍是一座可看到的年轻正常的撞击坑，直径约1.5英里（2.4公里）。
- 1873年1月4日，法国天文学家艾蒂安·利奥波德·特鲁夫洛观察到康德陨石坑内“充满了雾气”[18]。
- 1877年8月31日，英国业余天文学家阿瑟·斯坦利·威廉姆斯（Arthur Stanley Williams）注意到在环壁平原柏拉图坑南部阴影中有某种磷光[19]。
- 1881年8月6日至7日，德国天文学家赫尔曼·约瑟夫·克莱因（Hermann Joseph Klein）观察了阿里斯塔克斯陨石坑和希罗多德陨石坑区，并注意到带有一些云雾状的强烈紫色眩光[20]。
- 1882年3月27日，阿瑟·斯坦利·威廉姆斯在日出时看到柏拉图坑坑底“闪烁着一种奇异的乳白色光”[21]。
- 1882年7月3日，康涅狄格河东岸莱巴嫩的几位居民观察到月亮上边沿有两处金字塔状凸起的发光物，形状不大，但让月亮看上去非常像一只角鸮或英国斗牛犬头[22]。
- 1885年2月19日，格雷在较大的赫拉克勒斯环形山附近看到一座发出暗红色光的小陨石坑，二者间形成“鲜明的对比”[23]。
- 1885年2月21日，克诺普在卡西尼环形山观察到红色斑点[23]。
- 1887年，法国业余天文学家兼月面学家卡西米尔·玛丽·高迪伯特（Casimir Marie Gaudibert）在希罗多德陨石坑中央发现了一个短暂的白点[24]。
- 1892年的一个夜晚，美国天文学家爱德华·爱默生·巴纳德发现碗状的泰勒斯陨石坑里充满了明亮的薄雾[25]。
- 1891年至1897年，美国天文学家威廉·亨利·皮克林绘制了可能从施勒特尔陨石坑喷发的蒸汽图[26]。
- 1898年8月26日一张通过赤道式折轴望远镜拍摄的照片，显示了位于波希多尼环形山坑底碗状的“波西多尼C”坑是一个没有阴影的亮点，尽管晨昏圈（昼夜分界线）就位于波西多尼环形山的附近[27]。

### 1901年-1950年
- 1901年9月30日，一张通过赤道式折轴望远镜拍摄的照片，显示碗状的“波希多尼 C”坑是一个没有阴影的细长亮点，尽管这张照片拍摄于日落前不久的波希多尼环形山[27]。
- 1902年，法国天文学家阿尔伯特·沙博诺（Albert Charbonneaux）在巴黎天文台用33英寸的默东折射望远镜在特埃特图斯陨石坑以西观测到一片白云[28]。
- 1905年，德国天文学家弗里德里希·西蒙·西蒙·阿琴霍尔德（Friedrich Simon Archenhold）在波希多尼环形山坑底碗状的“波西多尼 C”坑位置上观察到一个亮斑[29]。
- 1912年5月19日，奥地利天文学家兼火箭先驱马克斯·瓦利埃（Max Valier）注意到月球夜晚侧有一小块红光区[23]。
- 1913年1月，威廉·亨利·皮克林在艾因马尔特陨石坑观测到了一系列最后一次喷发中的白色物质[30]。
- 1913年6月15日，英国土木工程师兼天文学家威廉·莫（William Maw）在索思环形山南部观察到一块“小红斑”[31]。
- 1931年2月22日，朱利亚 （Joulia）在阿里斯塔克斯陨石坑观察到淡红色光。同年（1931年），在同一地点，英国商人兼业余天文学家沃尔特·古达克和莫尔斯沃思观察到蓝色“眩光”[23] 。
- 1931年6月17日，吉丁斯（N.J.Giddings）和他的妻子在月球夜晚侧观测到了不寻常的闪光（类似闪电现象）[32]。
- 1939年8月2日，英国月球观测者帕特里克·穆尔注意到，环壁平原施卡德环形山的内部细节被浓雾遮盖[25]。
- 1940年，美国业余天文学家大卫·巴克罗夫特（David P.Barcroft）观察到风暴洋利希滕贝格陨石坑的附近呈明显的红棕色[15]。另见约翰·海因里希·冯·马德勒1830年至1840年的发现，以及1951年鲍姆（Baum）和1988年希尔（Hill）的发现。
- 1941年7月10日，美国业余天文学家沃尔特·哈斯（Walter H.Haas）注意到，在风暴洋南部的汉斯廷陨石坑附近有一个移动的白光点[33]。
- 1944年8月31日，威尔士出生的工程师兼业余天文学家休·珀西·威尔金斯认为，有环壁平原施卡德环形山坑底朦胧着一层薄雾。里面的一些小陨石坑，通常都有清晰的阴影，在阳光斜照下，像一些突出的白点[25]。
- 1947年1月3 0日，哈罗德·希尔观察到厄拉多塞陨石坑中央山群的主峰阴影异常地消失了[34]。
- 1948年4月15日，桑顿(F.H.Thornton)用一架9英寸反射望远镜观察柏拉图坑时，注意到一个瞬间但耀眼的闪光，他形容非常像一枚在约10英里高空临空爆炸的防空炮弹一般，呈现橙中泛黄的闪光[35]。
- 1948年5月20日，英国业余天文学家理查德·鲍姆（Richard M.Baum）注意到菲洛劳斯环形山东北部有一道微红的泛光，在观察15分钟后，它才从视线中消失。三年后，他在利希滕贝格陨石坑以西又观察到另一道红光[36]。
- 1949年2月10日，桑顿用一架18英寸英寸反射望远镜观察了施勒特尔月谷的眼镜蛇头部，并记录了“该地区数英里内笼罩着一团白色的蒸汽”[25]。
- 在1949年11月以及1950年6月和7月，巴特利特注意到希罗多德陨石坑中央部分有一块白斑[24]。

### 1951年–1960年
- 1951年，理查德·迈尔·鲍姆（Richard Myer Baum，1930-2017年）观察了风暴洋利希滕贝格陨石坑附近的区域，并报告该地区呈现出粉玫瑰色，持续一段时间后才逐渐消褪[15]。另见约翰·海因里希·冯·马德勒1830年至1840年的发现，以及1951年鲍姆（Baum）和1988年希尔（Hill）的发现。
- 1953年11月15日，利昂·斯图尔特博士在帕拉斯陨石坑东南约10英里处拍摄到了月球闪光，闪光持续了8至10秒时间。按照邦妮·布拉蒂（Bonnie Burati）的说法，这是一次表面撞击，撞击物坐标就位于北纬3.88度、西经357.71度处。
- 1954年5月11日，彼得·卡特摩尔（Peter Cattermole）观察到厄拉多塞陨石坑内中央山脉消失不见了，尽管周围的地貌细节仍清晰可见[25]。
- 1954年，帕特里克·穆尔发现了穿越亥姆霍兹环形山的奇异射线特征[37]。
- 1955年6月25日，登山运动员兼业余天文学家瓦尔德马尔·阿克塞尔·菲尔索夫（Valdemar Axel Firsoff）在西奥菲勒斯环形山观察到一层薄雾[25]。
- 1955年7月15日，瓦·阿·菲尔索夫又在希罗多德陨石坑内观测到一道“伪中央峰”阴影[38]。
- 1956年1月16日至17日，加利福尼亚州伍德兰市的罗伯特·迈尔斯（Robert Miles）注意到危海东面闪烁着一道白色或亮蓝色的光[39]。
- 1958年11月2日，苏联天文学家“尼古拉·亚历山德罗维奇·科济列夫”（Nikolai Aleksandrovich Kozyrev）使用配带光谱仪的48英寸（122厘米）反射望远镜，观察到发生在阿方索环形山中央峰上为时半小时的明显“喷发”。从这段时间所得到的光谱图显示了由C2和C3分子形成的明亮气体喷发带[40]。同时在第二幅光谱图中，他注意到“中心区域的亮度显著上升，并呈现出异常的白色”。然后，“亮度突然开始下降”，所得到的光谱值又回复正常。
- 1958年11月19日，纽瓦克的雷蒙德·杰·斯坦（Raymond J. Stein）观察到阿尔佩特拉吉斯环形山的阴影发生了变化[41]。
- 1958年12月23日，希腊月球观测者注意到施卡德环形山呈现绿色[42]。

### 1961年–1970年
- 1963年10月29日，亚利桑那州弗拉格斯塔夫洛厄尔天文台的两位航空图和信息中心制图员，詹姆斯·克拉克·格里纳克（James Clarke Greenacre）和爱德华·巴尔（Edward M. Barr）[43]在月球眼镜蛇头西南侧、施勒特尔月谷东南一座山丘上以及阿里斯塔克斯环形山西南内壁，手工记录到非常明亮的红、橙、粉色光现象[44][45]。该事件引起了人们对月球瞬变现象报告态度的大转变。根据威利·莱伊（Willy Ley）的说法：“业内的第一反应自然是惊讶，接下来则是歉意，而歉意的对象正是早已过世的伟大天文学家，威廉·赫歇尔爵士” [46]。美国天文学家威尼弗雷德·索泰尔·卡梅隆（Winifred Sawtell Cameron）所作的陈述（1978年，第778号事件）写道：“这一切与11月的发现激起了人们对月球的极大兴趣和观察”[47]。此发现的可信度源于格里纳克作为一名无可挑剔的制图员的模范声誉，而非任何其他的照片证据。
- 1963年11月1至2日晚上，也就是格里纳克事件后的几天，在法国比利牛斯山日中峰天文台（Observatoire du Pic-du-Midi），兹德内克·科帕尔（Zdeněk Kopal）[48]和托马斯·拉克姆（Thomas Rackham）[49]拍摄到了首张月表大范围发光的照片[50]。他们发表在《科学美国人》杂志上的文章将此变成了最广为人知的月球瞬变现象事件 [51]。与其他人一样，科帕尔认为产生这一现象的原因可能是太阳高能粒子[52]。
- 1964年7月16日，美国变星观测者协会成员托马斯·克拉格（Thomas A.Cragg，1927-2011）观察到静海卫星坑“罗斯 D”东南一座直径3公里的“临时山丘投下的一道阴影”[25]。
- 1965年11月15日，位于马里兰州安纳波利斯的三叉戟工程联营公司工作人员通过月球闪烁装置观察到一种色变现象，该现象至少持续了四个小时[53]。
- 1966年4月30日和5月1日，彼得·萨托里（Peter Sartory）、帕特里克·穆尔、林斯多尔（P.Ringsdore）、莫斯利（T.J.C.A.Moseley）和科尔万（P.G.Corvan）等人在伽桑狄环形山东部坑底观察到一个红色的楔形[54]。
- 1967年，阿尔马天文台的莫斯利（T.J.C.A.Moseley）在帕罗特环形山区记录到一次闪光[11]。
- 1968年，麦克康奈尔（J.C.McConnell）报告说，波希多尼环形山的东北壁看上去似乎有些模糊不清，但其余部分仍清晰可见[11]。
- 1968年4月13日月食期间，美国宇航局戈达德太空飞行中心的维尼弗雷德·卡梅隆注意到月球上有许多星状的小点，与她一起的观察人员都看到了这一现象[11]。
- 基尔顿（K.E.Chilton）：“在月球某些区域，光线有时会发生偏振。1968年9月18日夜晚，为降低眩光，我通过偏振滤片观察高斯环形山，发现陨坑东侧壁消失了。当旋动滤光片时，该坑壁又重新出现，表明该区域反射偏振光。但自那时后，在同一地区进行检查时，这一现象再没被看到过”[11]。
- 1968年10月31日，奇尔顿在厄拉多塞陨石坑观测到一道红色辉光，持续了5到6分钟，然后逐渐消隐[11]。
- 1969年阿波罗11号任务期间，休斯顿向阿波罗11号发出无线电通讯：“我们得到报告，在阿里斯塔克斯陨石坑附近显示有月球瞬变现象，如有时间，请进行观测”。西德波鸿的天文学家在月球表面观察到一道明亮的光芒—类似吸引了数世纪月球谜们的怪异冷光。这一报告被发送至休斯顿，然后由休斯顿传给宇航员。宇航员收到信息后立刻报告：“嘿，休斯顿，我现在正朝北面的阿里斯塔克斯坑望去，那里确实比周围区域更耀眼，似乎有一些荧光”[55]。

### 1971年–1980年
- 1972年12月阿波罗17号任务期间，登月舱飞行员哈里森·施密特在环月轨道上观察到格里马尔迪环形山以北一次明亮的闪光现象（1972年12月10日格林尼治标准时间21点11分9秒，环月第1圈）[56]。
- 在轨道上，阿波罗17号指令舱驾驶员罗纳德·埃万斯注意到东方海东面的一道闪光（1972年12月11日格林尼治标准时间22点28分27秒，环月第14圈）[56]。
- 1973年9月，荷兰神秘现象书籍作者汉斯·范·坎蓬和一位朋友（范·克莱夫）在林奈陨石坑附近观察到一个几乎长达两分钟的亮斑[57]。

### 1981年–1990年
- 1982年12月27日，英国月球观测者哈罗德·希尔（Harold Hill）发现纳史密斯环形山坑底最主要的小坑（“纳史密斯 A”坑）消失不见。1981年12月8日，韦德（P.Wade）也注意到了类似的现象[58]。
- 1983年1月1日，哈罗德·希尔注意到，在晨昏圈夜半侧中，靠近弗内留斯环形山的小陨坑—“弗内留斯 A”呈现出异常明亮的外观[59]。
- 1983年1月29日，英国天文协会（BAA）的几名成员在狂暴湾梨状的托里切利陨石坑东北偏北处，观察到碗状的“托里切利 B”坑亮度异常且颜色发紫[60]。
- 1983年10月29日，哈罗德·希尔在基尔希陨石坑正北的小丘上观测到异常亮度[61]。
- 1985年12月28日，哈罗德·希尔在佩雷斯克环形山东侧内壁中段观测到了异常的辉光[59]。
- 1988年4月1日，哈罗德·希尔在风暴洋利希滕贝格陨石坑附近的熔岩区北侧发现了玫瑰色边缘区[15]。另见约翰·海因里希·冯·马德勒1830年至1840年的发现，以及1951年鲍姆（Baum）和1988年希尔（Hill）的发现。

### 1991年–2000年
- 1992年，巴黎天文台的奥杜安·多尔菲斯（Audouin Dollfus）用一架口径1米（3.2英尺）的望远镜观察到朗伦环形山坑底上的反常特征。虽然1992年12月29日当晚的观测结果一切正常，但第二天晚上记录到的反照率和偏振特征异常高，在六分钟的数据收集过程中，这些现象一直没发生变化[62]。三天后的观测结果显示，又出现类似的现象，但范围较小。虽然该区域的观察条件接近镜面，但有人认为，观测到的振幅与镜面反射的阳光不一致。最能被接受的说法是由泄出气体形成的颗粒云雾所导致的光散射，该陨坑坑底的裂隙被认为是气体的可能来源。

### 无确切日期
- 约翰·希罗尼穆斯·施罗特曾在月球黑暗侧的阿格里巴环形山和戈丁陨石坑附近短暂地看到一个微小光点[63]。
- 英国机械师亚当师（J.Adams，记录编号2374）在日出时分两次注意到，被阴影笼罩的环壁平原—柏拉图坑内，两道像探照灯般的光束从西侧坑壁穿过三分之二的坑底，这二束光相互平行且轮廓分明，好似穿过水汽缥缈的地表[64]。
- 哈罗德·希尔：过去，许多观察者都声称，当扬环形山位于晨昏圈夜幕中时，其内侧斜坡呈现出绿色、几乎半透明的阴影或光泽[65]。
- 帕特里克·穆尔：一条略带红色的暗纹穿过了弗拉卡斯托罗环形山坑底，它可被月光闪烁装置探测到[66]。
- 美国业余天文学家大卫·巴克罗夫特（David Barcroft，1897-1974）曾在满月附近看到梯摩恰里斯陨石坑“充满水气，接近满月时非常朦胧”[36]。
- 西班牙天文学家朱塞普·科马斯·索拉曾将赖纳尔陨石坑视为“一块应被清晰地定义的白斑”[36]。
- 韦伯（T. W. Webb）建议对希丘斯陨石坑（位于疫沼东部）进行进一步的详细研究。希丘斯陨石坑中的一个小陨坑似乎变得比施罗德和马德勒早期所描述的更大了[67]。

## 解释
对于月球瞬变现象的解释都可归集于以下四种：释气、撞击事件、静电现象以及不良观测条件。

### 释气
一些瞬变现象可能是由月球地下洞穴群中釋出的气体所引起。这些气体据说显示独特的淡红色，有的呈现如白云或朦胧的薄雾。大部分出现的瞬变现象都与底表开裂的陨石坑、月海边缘区或其他有火山地质活动的地方有关。然而，这些都是月球上最常见的目标，这种相关性可能是一种观测偏差。
支持释气说的证据是，月球探勘者号的α粒子光谱仪数据显示了最近泄出在月表的氡气。特别是阿里斯塔克斯陨石坑和开普勒陨石坑附近释放的氡气，就产生于该卫星运行的两年间。这些观察结果反映了月表气体的扩散是缓慢而难以察觉的，或是由一系列间歇的喷发所构成。而支持爆炸性释气的证据为，月球表面有一处直径约3公里(1.9英里)的区域，因释气事件而“最近”才发生了改变。该特征的年龄据认为在100万年左右，这表明此类大的现象只是很少发生。

### 撞击事件
不断发生在月球表面的撞击事件，大多与流星雨期间的微陨石有关。地球上的天文台已多次或同时检测到此类事件的撞击闪光。通过摄像机拍摄的撞击记录自2005年来就一直存在，其中许多次就与流星雨有关。此外，欧洲航天局的SMART-1衛星、印度的月球撞击探测器及美国宇航局月球坑观测和传感卫星都检测到碰撞后産生的撞击云。撞击事件在月表会留下明顯的痕迹，通过分析事件發生前后的高分辨率照片就可检测出來。在克莱门汀号（全球分辨率100米，选定区域7-20米）和SMART-1卫星（分辨率50米）环行期间没有检测到新形成的撞击坑。

### 静电现象

拍摄的八帧月球克拉维斯环形山的单独视频，显示了地球大气层对天文图像产生的影响效果。

有提议认为，静电可解释部份月球瞬变现象。其中一种可能是近表地层（如岩石）断裂所产生的电磁效应，它会对所有可能存在的气体充电，如吹入的太阳风或放射性核元素衰变产物。如果这发生在月球表面，随后这些气体的放电将引发在地球上可看到的瞬变现象。另一种可能是尘埃云中悬浮颗粒的摩擦起电效应，引发了地球上可见的静电放电现象。最后，月球昼夜线附近带静电的悬浮尘埃也可能会引发此等现象。

### 不利观察条件
许多瞬变现象很可能与月球本身并没有关系，只是由于不利的观测条件或地球自身的有关现象所造成。例如，一些报道中所觀測到的月球瞬变现象是因为使用了只具备近距分辨率的望远镜。地球大气层会造成明显的短暂失真，而这种失真亦有可能会与真实的瞬变现象混淆（一种称为视宁度的效应）。其他非月球因素的解释包括地球轨道卫星、流星以及观测误差。

## 月球瞬变现象的争论现状
月球瞬变现象报告面临的最大问题，就是这些现象中绝大多数要么由单个的观察者，要么是在地球上某一单独位置(或两者都有)所发现。用于支持众多报道瞬变现象存在的证据都发生在月球的同一地方，然而，并没有多位观察者在地球不同地方对同一"事件"的目击报告，因此，必须以谨慎的态度来面对这些。正如上面所讨论的，对某些事件同样可信的说法是：它们是由地球大气层扰动造成的。但如果某一事件同时在地球上两个不同的地方被观察到，那么，这就可以作为反驳大气层原因的证据。
为甄别克莱门汀号飞船绕月期间通过业余天文学爱好者网络所报导的月球瞬变事件的真伪，曾进行过一次分析。在数个报导过的事件中，选择了其中四个飞船之前和之后所拍摄的照片，然后对这些照片进行仔细的比对，但结果显示它们与网站上的图片并没有明显的差别。但这并不一定意味着这些报告就是观测误差，有可能是释气事件后月球表面并未留下可见的痕迹，然而，这也并不意味就肯定了这些事件都是真实的瞬变现象。
月球和行星观察协会以及英国天文协会目前正在协调各天文台重新观察曾报导发生过月球瞬变现象的地点。通过记录这些特征在相同光照和摄动条件下的外观，可判断一些报告是否只是观察者因视觉偏差而造成的误解。此外，借助数字图像对大气层产生的光色散、宁视模糊和光散射的模似，可确定这些因素能否来解释一些早期报告的月球瞬变现象。

## 最常观察到瞬变现象的对象
| 对象                             | 现象                                                                   |
| -------------------------------- | ---------------------------------------------------------------------- |
| 阿方索环形山                     | 坑底暗斑形状改变，亮度增高并且中央山丘颜色改变。                       |
| 阿里斯塔克斯陨石坑               | 阴影下整体或局部有发光或闪烁现象，或亮度增高、或出现亮斑、变色、朦胧。 |
| 阿基米德陨石坑                   | 底部出现闪光点。                                                       |
| 阿特拉斯陨石坑及里乔利环形山     | 月食和月相期间底部暗斑形状改变。                                       |
| 韦达环形山                       | 陨石坑南部暗斑形状改变。                                               |
| 伽桑狄环形山                     | 月食期间，阴影中有闪光，瞬变现象移动。                                 |
| 戈丁陨石坑和阿格里巴环形山       | 月食期间散发白色背光。                                                 |
| 格里马尔迪环形山                 | 月食期间坑底暗斑形状改变，坑底有光闪烁。                               |
| 康德陨石坑                       | 陨石坑被雾笼罩。                                                       |
| 开普勒陨石坑                     | 月食期间发光、亮度增加、变模糊。                                       |
| 哥白尼环形山                     | 亮度提高，月食时散发白光。                                             |
| 朗伦环形山                       | 坑底发光。                                                             |
| 林奈陨石坑                       | 月食时亮斑尺寸增大。                                                   |
| 利希滕贝格陨石坑                 | 出现偏红的斑块。                                                       |
| 曼尼里乌斯陨石坑和门纳劳斯陨石坑 | 月食时散发白光、闪烁和发光。                                           |
| 梅森环形山                       | 不透明的"浮云"。                                                       |
| 梅西耶陨石坑及卫星坑"梅西耶 A"   | 变模糊。                                                               |
| 静海                             | 移动的瞬变现象。                                                       |
| 皮卡德陨石坑                     | 变暗，变模糊。                                                         |
| 柏拉图陨石坑                     | 亮斑，坑底部位亮度改变，日食期间闪烁灰色辉光。                         |
| 普林尼陨石坑                     | 阴影下闪现光晕。                                                       |
| 波希多尼环形山                   | 变模糊。                                                               |
| 普罗克洛斯陨石坑                 | 在地球阴影下发亮。                                                     |
| 特埃特图斯陨石坑                 | 出现白色“浮云”。                                                       |
| 特内里费山脉                     | 散发白光。                                                             |
| 梯摩恰里斯陨石坑                 | 散发红光。                                                             |
| 第谷环形山                       | 日食期间幽暗的边缘外形发生变化，在地球阴影遮挡下射纹线发亮。           |
| 许癸努斯月溪                     | 暗斑形状改变。                                                         |
| 厄拉多塞陨石坑                   | 坑底暗斑形状改变。                                                     |

## 另请参阅
- 月球陨石坑
- 月球地质
- 月球观测
- 月面学